# Quinta da Marinha
A Quinta da Marinha localiza-se em Cascais, perto da Praia do Guincho e da Marina de Cascais, sendo que é um dos mais exclusivos complexos residenciais e de golfe do país.

## História
A história da Quinta da Marinha começa nos anos 20 quando Carlos Montez Champalimaud plantou pinhais e começou o processo de estabilização das dunas de areia. Contratou os arquitectos Cocket e Burns para que fosse elaborado o primeiro plano urbanístico da “Marinha”.
Em 2020, foi noticiado que o jogador de futebol Cristiano Ronaldo tinha adquirido um lote de terreno na Quinta da Marinha para construir a sua moradia em Portugal.